# Anta Sports
Anta Sports Products Limited (chinesisch 安踏體育用品有限公司 / 安踏体育用品有限公司, kurz 安踏) ist ein chinesisches Unternehmen in Jinjiang. Gegründet wurde es 1994 als Tochtergesellschaft der 1991 gegründeten ANTA Co., Ltd. Im Jahr 2007 wurde Anta Sports in den Leitindex der Hongkonger Börse aufgenommen.
Das Unternehmen für Sportbekleidung betreibt unter anderem die Marken Anta, Anta Kids, Fila, Fila Kids, Descente, Sprandi, Kingkow und Kolon Sport. Im Dezember 2018 wurde bekannt, dass ein chinesisches Konsortium unter der Führung von Anta 57,95 Prozent der Anteile von Amer Sports um 4,6 Milliarden Euro übernimmt. Bis 8. März 2019 wurde der Anteil auf 94,38 Prozent erhöht. Amer Sports ist unter anderem der Hersteller von Wilson-Tennisschlägern, Salomon- und Atomic-Skiern sowie Bekleidung der Marken Peak Performance und Arc’teryx.

## Kritik
Anta Sports ist der offizielle Ausstatter des IOC und der chinesischen Olympiamannschaft. Gemäß NDR-Recherchen vor den Olympischen Winterspielen 2022 verarbeitet der Konzern Baumwolle aus Zwangsarbeitslagern in Xinjiang.